# Sidney Webb, 1.º Barão Passfield
Sidney James Webb, 1.º Barão Passfield, OM, PC (Londres,13 de julho de 1859 - Liphook, Hampshire,13 de outubro de 1947) foi um socialista britânico, economista, reformador e co-fundador da London School of Economics. Ele foi um dos primeiros membros da Sociedade Fabiana em 1884, que, como George Bernard Shaw, ingressou três meses após seu início. Junto com sua esposa Beatrice Webb e com Annie Besant, Graham Wallas, Edward R. Pease, Hubert Bland e Sydney Olivier, Shaw e Webb transformaram a Sociedade Fabiana na sociedade político-intelectual preeminente na Inglaterra Eduardiana. Ele escreveu a cláusula IV original, pró-nacionalização, para o Partido Trabalhista britânico.

## Primeiros anos
Webb nasceu em Londres em uma família profissional. Ele estudou direito na Birkbeck Literary and Scientific Institution para obter um diploma da Universidade de Londres em seu tempo livre, enquanto mantinha um emprego de escritório. Ele também estudou no King's College London, antes de passar a advogar em 1885.

## Vida profissional
Em 1895, ajudou a estabelecer a London School of Economics, usando um legado deixado para a Sociedade Fabiana. Foi nomeado Professor de Administração Pública em 1912, cargo que ocupou durante 15 anos. Em 1892, Webb casou-se com Beatrice Potter, que compartilhava seus interesses e crenças. O dinheiro que ela trouxe permitiu que ele abandonasse seu trabalho administrativo e se concentrasse em suas outras atividades. Sidney e Beatrice Webb fundaram a revista New Statesman em 1913.